# Juan Solo
Pour les articles homonymes, voir Solo.
Juan Solo est une série de bande dessinée de thriller créée par le dessinateur Georges Bess et le scénariste Alejandro Jodorowsky, éditée en album en juin 1995 par Les Humanoïdes Associés. L’histoire raconte le parcours de Juan Solo, de sa naissance à son décès. 

## Description

### Synopsis
La vie de Juan Solo, dans une région d'Amérique du Sud. De l'enfer à la rédemption.

## Analyse
Georges Bess a pris Teo, fils d'Alejandro Jodorowsky décédé prématurément en 1995, comme modèle pour dessiner le personnage de Juan Solo[réf. nécessaire].

## Albums
- 1 Fils de Flingue, Les Humanoïdes Associés, juin 1995
Scénario : Alejandro Jodorowsky - Dessin : Georges Bess - Couleurs : Guillaume Bess - (ISBN 2-7316-1083-2)
- 2 Les Chiens du pouvoir, Les Humanoïdes Associés, septembre 1996
Scénario : Alejandro Jodorowsky - Dessin : Georges Bess - Couleurs : Guillaume Bess - (ISBN 2-7316-1134-0)
- 3 La Chair et la Gale[1], Les Humanoïdes Associés, mai 1998
Scénario : Alejandro Jodorowsky - Dessin : Georges Bess - Couleurs : Guillaume Bess - (ISBN 2-7316-1253-3)
- 4 Saint Salaud, Les Humanoïdes Associés, octobre 1999
Scénario : Alejandro Jodorowsky - Dessin : Georges Bess - Couleurs : Guillaume Bess - (ISBN 2-7316-1390-4)

Intégrale
- 1 Juan Solo, intégrale, Les Humanoïdes Associés, octobre 2002
Scénario : Alejandro Jodorowsky - Dessin et couleurs : Georges Bess - (ISBN 2-7316-6184-4)

## Distinction
- Festival d'Angoulême 1996 : Alphart du meilleur scénario[2]